# Honda NS 500

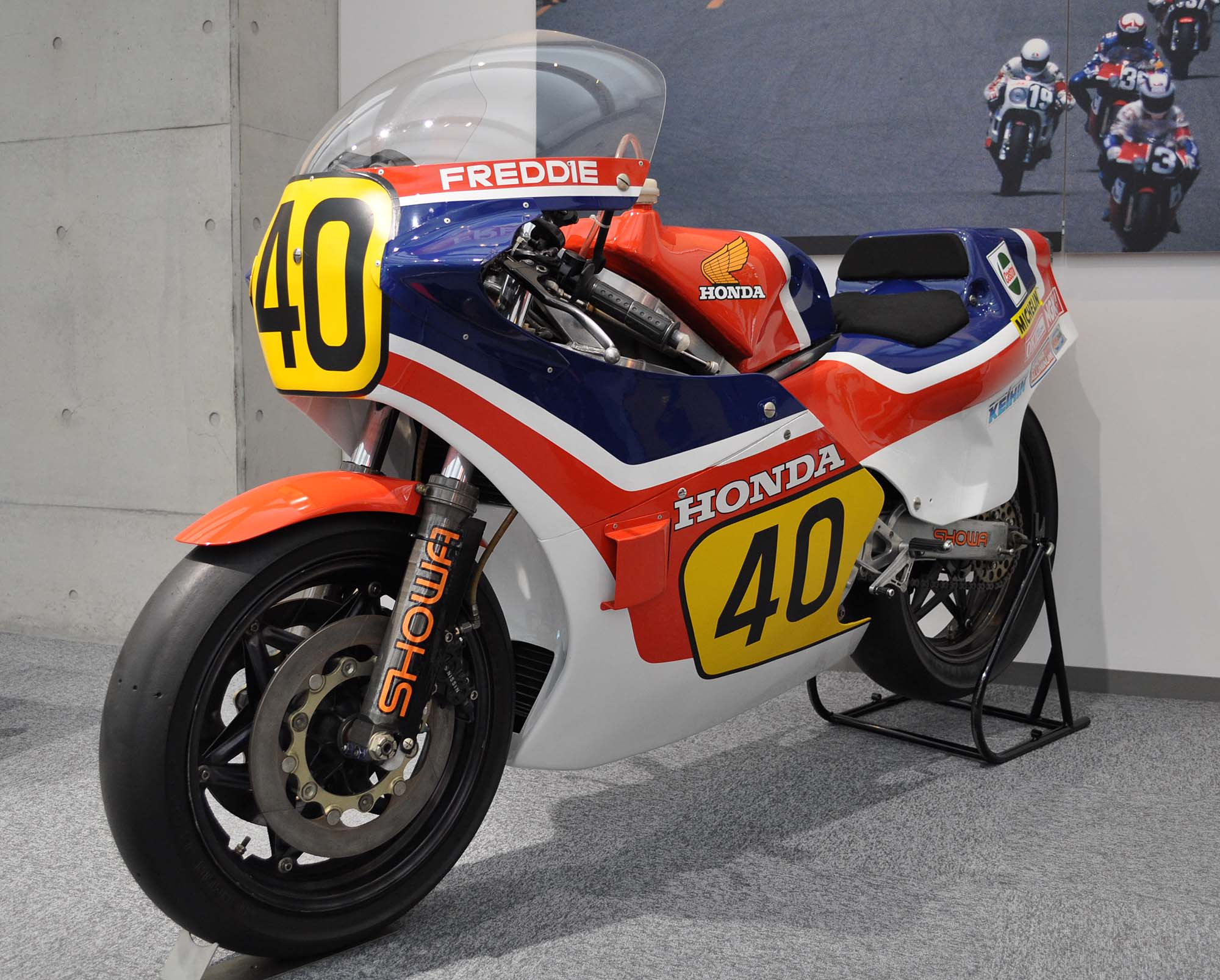
Honda NS 500 (1982)

Die Honda NS 500 war ein Rennmotorrad des japanischen Motorradherstellers Honda, das von 1982 bis 1986 bei der Motorrad-Weltmeisterschaft eingesetzt wurde. Es war das erste Rennmotorrad des Herstellers in der Klasse bis 500 cm³ Hubraum mit Zweitaktmotor.     

## Geschichte und Technik
Die Motorrad-Weltmeisterschaft wurde in der Klasse bis 500 cm³ Hubraum ab 1975 von Rennmotorrädern mit Zweitaktmotor dominiert. Die Honda NS 500 trat die Nachfolge der erfolglosen Viertakt-Honda NR 500 mit Ovalkolben an. Der wassergekühlte V-3-Motor (ein Zylinder liegend, zwei stehend, Bankwinkel 112°) war offensichtlich der DKW RM 350 nachempfunden. Bei einem Hubraum von 498,6 cm³ (Bohrung/Hub: 62,6 × 54,0 mm) leistete der auslassgesteuerte Motor 120 PS (88 kW) bei 11.000/min. Werksfahrer Freddie Spencer gelangen in der ersten Saison zwei Siege (Belgien und San Marino). Für die Saison 1983 wurde die Leistung des Motors auf 127,5 PS (93,8 kW) gesteigert. Freddie Spencer errang mit dem nur 113 kg schweren Motorrad die Weltmeisterschaft in der 500 cm³ Klasse. Während die Saison 1984 für Spencer nicht erfolgreich verlief – er fuhr die neue Honda NSR 500 mit V-4-Motor –, wurde Randy Mamola mit der Honda NS 500 Zweiter der Weltmeisterschaft. 1985 wurde Wayne Gardner immerhin noch Vierter der Weltmeisterschaft; die Honda NSR 500 mit V-4-Motor und über 140 PS (103 kW) Leistung war nicht zu schlagen.
Der Motor der NS 500, der unteren anderem durch den der DKW RM 350 inspiriert war, wurde auch in der Elf-3-Rennmaschine von 1985 eingesetzt. Als Produktion-Racer war die NS 500 für Privatfahrer bis 1987 in einer letzten Ausbaustufe für 125.000 DM erhältlich. Gustav Reiner wurde damit deutscher Motorradmeister 1987.
Durch den Erfolg der NS 500 beflügelt, entwickelte Honda eine käufliche Straßenversion, die Honda NS 400 R.